# Karl Christoph Renz
Karl (auch: Carl) Christoph Renz (* 27. Mai 1770 in Owen; † 26. September 1829 in Weilheim an der Teck) war ein württembergischer Landpfarrer sowie ein Kommilitone von Georg Wilhelm Friedrich Hegel und Friedrich Hölderlin.

## Leben
Renz, ein Sohn des damaligen Owener Amtmanns und Stadtschreibers Johann Friedrich Renz, wurde mit siebzehn Jahren Student am Tübinger Stift. Zu seinem Jahrgang („Promotion“) gehörte Hölderlin, wie er vorher Klosterschüler in Maulbronn, sowie Hegel, der vom Gymnasium in Stuttgart nach Tübingen kam. Renz war der Erste in der durch strenge Prüfungen immer wieder festgestellten Rangfolge der Promotion.
Renz weigerte sich 1793 bei einer Feier teilzunehmen, bei der er als Primus aus der Hand des Herzogs Carl Eugen einen Preis überreicht bekommen sollte. Er begründete die Weigerung mit Kants Ethik, wonach er doch nur seine Pflicht getan habe und sich nicht um eines äußerlichen Vorteils Willen bemüht habe. Die Aussagen über die Folgen dieser Weigerung gehen auseinander. Während Rüdiger Safranski schreibt, dass Renz nicht bestraft wurde, gehen Klaus Vieweg und Peter Härtling davon aus, dass Renz nicht nur bestraft wurde, sondern diese Bestrafung auch für seine spätere Laufbahn verantwortlich war.
Renz wurde 1797 Repetent in Tübingen, schlug aber keine akademische Laufbahn ein, sondern wurde 1803 Diakon in Lauffen am Neckar und schließlich 1819 Pfarrer in Weilheim an der Teck. Safranski deutet dies so, dass er „die gewöhnliche Unsichtbarkeit“ vorzog, sehr zum Bedauern von Hegel und Schelling.
Doch bevor Renz den Kontakt zu seinen Kommilitonen gänzlich abbrach, sandte er, wie Klaus Vieweg vermutet, wohl 1797 einen Brief an Hegel, der zu den Diskussionen zwischen Hegel, Hölderlin und Sinclair führte, aus denen Das älteste Systemprogramm des deutschen Idealismus resultierte.
Renz heiratete 1803 die Arzttochter Charlotte Ferdinande Henriette Cloß, die aber schon 1804 im Kindbett starb. 1811 heiratete er deren Schwester Maria Magdalena Johanna Cloß, die 1816 starb. Die dritte Ehe schloss er 1819 mit der Witwe Johanna Louisa Kämpf, geb. Rüdiger (1765–1830). Aus der zweiten Ehe gingen zwei Kinder hervor, der Sohn Carl (1812–1850) wurde Lehrer, die Tochter Charlotte (1814–1899) heiratete 1834 den Theologen Ludwig von Georgii.